# Aquífero Ingleses

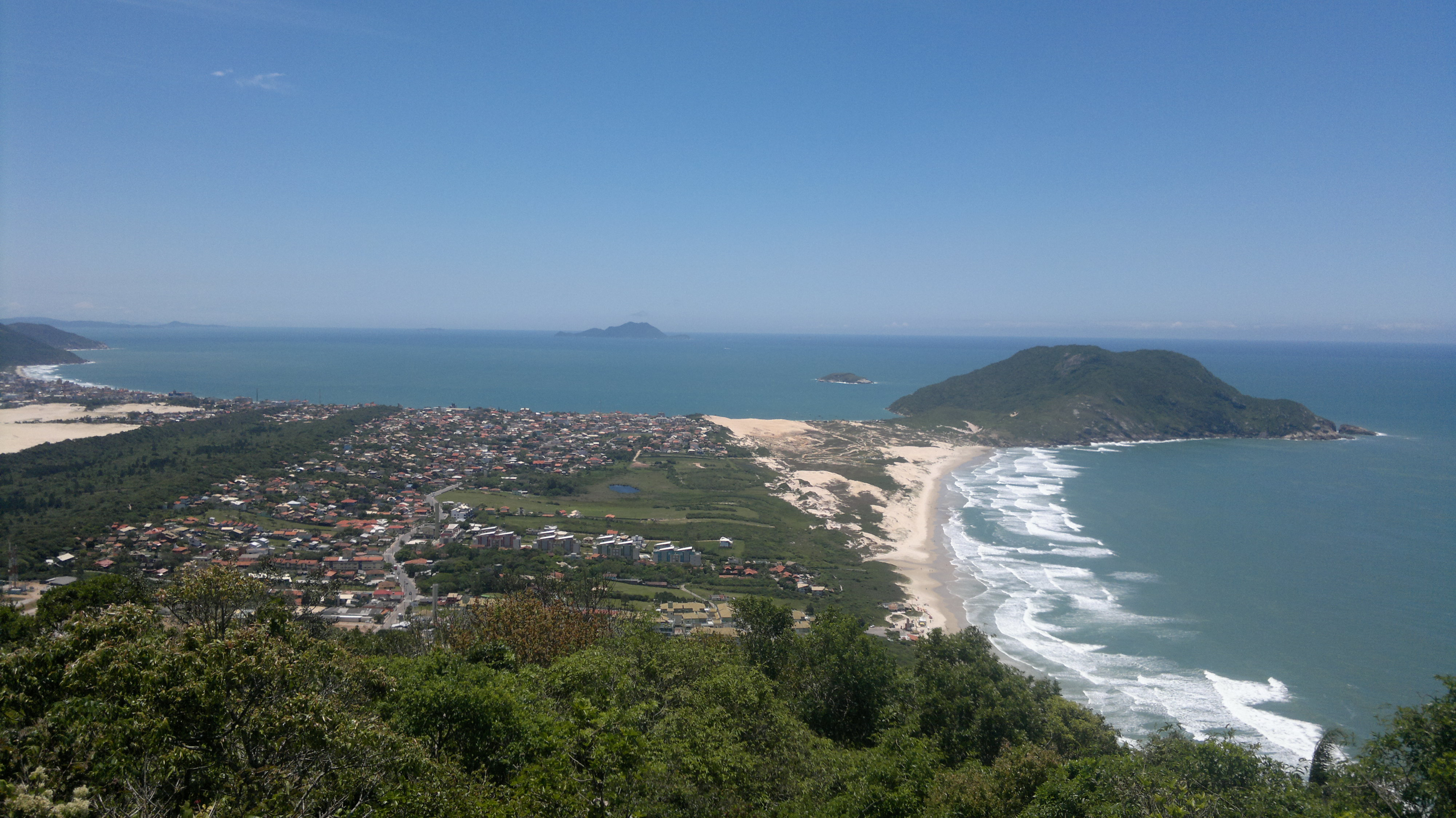
Praia do Santinho, região leste do Aquífero Ingleses.

O Aquífero Ingleses, conhecido também como Aquífero Ingleses - Rio Vermelho, entre outros nomes, é uma grande reserva de água subterrânea localizada na região norte de Florianópolis, com um volume estimado em 286 bilhões de litros, abrangendo o subsolo dos bairros Ingleses, Santinho, Rio Vermelho e Barra da Lagoa, incluindo também toda a extensão do Parque Estadual do Rio Vermelho.
Tal como o Aquífero Campeche, tem grande importância pois é responsável por parte do abastecimento público de água na cidade de Florianópolis.